# Penmaenmawr
Penmaenmawr est une ville et une communauté du borough de comté de Conwy, au pays de Galles.
Elle est située dans le nord-ouest du borough de comté, sur le littoral de la mer d'Irlande, entre les villes de Llanfairfechan et Abergele. Au recensement de 2011, la communauté de Penmaenmawr, qui comprend aussi le village de Dwygyfylchi (en), comptait 4 353 habitants.